# Jean-Paul Bachy
Pour les articles homonymes, voir Bachy.
Jean-Paul Bachy, né le 30 mars 1947 à Charleville (actuelle Charleville-Mézières) dans les Ardennes, est un homme politique français.

## Études et carrière professionnelle
Après avoir intégré le lycée Chanzy de Charleville-Mézières, puis le lycée François-Ier de Fontainebleau, il rejoint le lycée Henri-IV, à Paris. Il poursuit ses études à la faculté de lettres de la Sorbonne, où il est licencié de lettres. Il est également diplômé de l'institut d'études politiques de Paris et de l'institut des sciences sociales de Paris.
Sociologue de formation, il est attaché au centre de recherche en sciences sociales du travail, de 1970 à 1974. Cette année-là, il devient maître de conférences au conservatoire national des arts et métiers, fonction qu'il exerce toujours malgré un intermède entre 1984 et 1993.
Le 5 octobre 2013, lors des 20 ans de l'IIT BTP (École d'Ingénieur du Cnam basée à Reims), il devient parrain de la 20e promotion de l'école, promotion André Le Nôtre.

## Carrière politique
Délégué national du Parti socialiste au travail et à l'emploi de 1974 à 1981, il est également membre du conseil national du PS durant plusieurs années.
En région Champagne-Ardenne, il devient également, à partir de 2004,  président du conseil régional.
Lors des élections législatives de 2007, il se présente en dissidence en tant qu'« homme libre » face à Gisèle Dessieux, la candidate du MRC, soutenue officiellement par le parti socialiste en vertu des accords passés durant élection présidentielle, réservant quelques circonscriptions au parti de Jean-Pierre Chevènement. Il est alors exclu du PS, comme 17 autres membres dissidents socialistes. Candidat dans la troisième circonscription des Ardennes sous l'étiquette divers gauche, il est battu dès le premier tour par le député UMP sortant, Jean-Luc Warsmann, en rassemblant un peu moins de 25 % des suffrages exprimés.
En 2008, il est candidat aux élections sénatoriales. À la suite de la bonne tenue de la gauche aux élections municipales à Charleville-Mézières, Sedan et Revin, il arrive troisième au premier tour. Au second, il manque de peu (23 voix) de ravir à Marc Laménie son siège de sénateur.
Candidat à un nouveau mandat, avec le soutien de son ancien parti, il s'engage dans la bataille des élections régionales de 2010 dans une des « sept régions où l'UMP rêve de victoire ». Après plusieurs sondages le donnant assez facilement gagnant au second, aussi bien en triangulaire qu'en duel,, il rassemble 31 % des suffrages au soir du premier tour contre 31,8 % à son adversaire de la droite Jean-Luc Warsmann et 15,9 % pour le Front national. Entre les deux tours, sa liste fusionne avec celle d'Europe écologie menée par Éric Loiselet qui avait fait 8,5 % au premier tour. Sa liste remporte l'élection avec 44,31 % des suffrages contre 38,51 % à la liste de droite et 17,18 % à celle du FN.
En juin 2011, il apporte son soutien à François Hollande pour la primaire présidentielle socialiste, bien que son exclusion du PS se soit faite alors que ce dernier était premier secrétaire du parti.
À la suite de la fusion des régions Alsace, Champagne-Ardenne et Lorraine, il annonce qu'il ne se représentera pas aux élections régionales de 2015.

## Détail des mandats et fonctions
- Président du conseil régional de Champagne-Ardenne (2004-2015)
- Conseiller régional de Champagne-Ardenne (1986-2015)
- Adjoint au maire de Charleville-Mézières chargé du personnel et des affaires économiques (1980-1983)
- Député européen (1984-1988)
- Député de la troisième circonscription des Ardennes (1988-1993)
- Conseiller régional de Champagne-Ardenne, président du groupe socialiste (depuis mars 1986)
- Conseiller municipal de Sedan (1989-2008)
- Maire de Sedan (1995-2004)
- Président de la communauté de communes du Pays Sedanais